# Xiomara Acevedo
Pour les articles homonymes, voir Acevedo.
Xiomara Acevedo est une militante et experte colombienne du changement climatique. En tant que fondatrice et PDG de l'ONG Barranquilla +20, elle a plaidé pour l'inclusion des voix des femmes et des jeunes dans la justice climatique.

## Débuts et formation
Xiomara Andrea Acevedo Navarro est originaire de Barranquilla, en Colombie,.
Elle est diplômée de l'Universidad del Norte, en Colombie, où elle obtient un diplôme en relations internationales, avec une spécialisation en droit international,. Elle fréquente la Frankfurt School of Finance & Management, où elle étudie la finance climatique.

## Carrière
Xiomara Acevedo fonde Barranquilla +20 en 2012 et, à partir de 2022, en devient la PDG. Barranquilla +20 est une organisation non gouvernementale dirigée par des jeunes et axée sur l'activisme climatique et l'environnementalisme à Barranquilla et dans toute l'Amérique latine.
Elle cofonde le réseau « El Orinoco se adapta » (« Orinoco s'adapte »), qui utilise une approche basée sur le genre pour aborder et s'adapter au changement climatique dans la région naturelle de l'Orénoquie, vers 2014,.
En 2015, elle travaille pour le Fonds mondial pour la nature (WWF) au Paraguay et participe à la Conférence de Paris de 2015 sur les changements climatiques.
De 2016 à 2019, Xiomara Acevedo travaille comme experte en changement climatique au Secrétariat de l'environnement et du développement durable du gouvernement de Nariño, en Colombie, coordonnant la politique sur le changement climatique,.
En 2021, elle participe à la Conférence des Nations Unies sur les changements climatiques 2021 (COP26), dans le cadre de la circonscription des femmes et du genre. Elle plaide pour l'importance des droits des femmes dans la réalisation de la justice climatique.
Elle dirige le projet Women for Climate Justice (un projet de Barranquilla +20), une initiative de 2021 qui met l'accent sur le leadership climatique des jeunes femmes de toute la Colombie,,. Barranquilla +20 reçoit 50 000 $ pour le projet de la Fondation Bill & Melinda Gates en 2021,,.
Xiomara Acevedo siège également au comité de direction du Global Youth Biodiversity Network, et au comité du Fonds pour la jeunesse du Global Youth Climate Action Fund.